# 志摩郡 (福岡縣)
志摩郡（日语：／ Shima gun */?）是過去位于日本福岡縣的郡，已於1896年2月26日與怡土郡合併為絲島郡。
當時管轄的大部分町村在經過多次合併後，已經分別被併入絲島市與福岡市。

## 歷史
- 1889年4月1日：實施町村制，志摩郡下設：前原村、波多江村、可也村、小富士村、芥屋村、野北村、櫻井村、今宿村、元岡村、小田村、今津村。
- 1896年2月26日：與怡土郡合併為絲島郡。